# Mireya Moscoso
Mireya Elisa Moscoso Rodríguez de Arias, panamska političarka, * 1. julij 1946.
Moscosova je bila panamska predsednica med leti 1999 to 2004.